# Мисликки, Джейсон
Джейсон Мисликки (англ. Jason Myslicki, род. 14 декабря 1977 года, Тандер-Бей) — бывший канадский двоеборец, участник двух Олимпийских игр.
В Кубке мира Мисликки дебютировал в ноябре 2003 года, тогда же первый раз попал в тридцатку лучших на этапе Кубка мира. Всего имеет 6 попаданий в тридцатку лучших на этапах Кубка мира, все в личных соревнованиях. Лучшим достижением в итоговом зачёте Кубка мира для Мисликки является 58-е место в сезоне 2003-04.
На Олимпиаде-2006 в Турине стартовал в спринте и индивидуальной гонке и в обоих случаях стал 41-м.
На Олимпиаде-2010 в Ванкувере стартовал в двух дисциплинах: 45-е место в соревнованиях с нормального трамплина + 10 км и 44-е место в соревнованиях с большого трамплина + 10 км.
За свою карьеру участвовал в четырёх чемпионатах мира, лучший результат 33-е место в спринте на чемпионате мира - 2003.
Старты на Олимпиаде-2010 стали последними профессиональными соревнованиями в карьере Мисликки, после них он закончил свою карьеру.
Использовал лыжи производства фирмы Rossingol.